# Mikael Storsjö

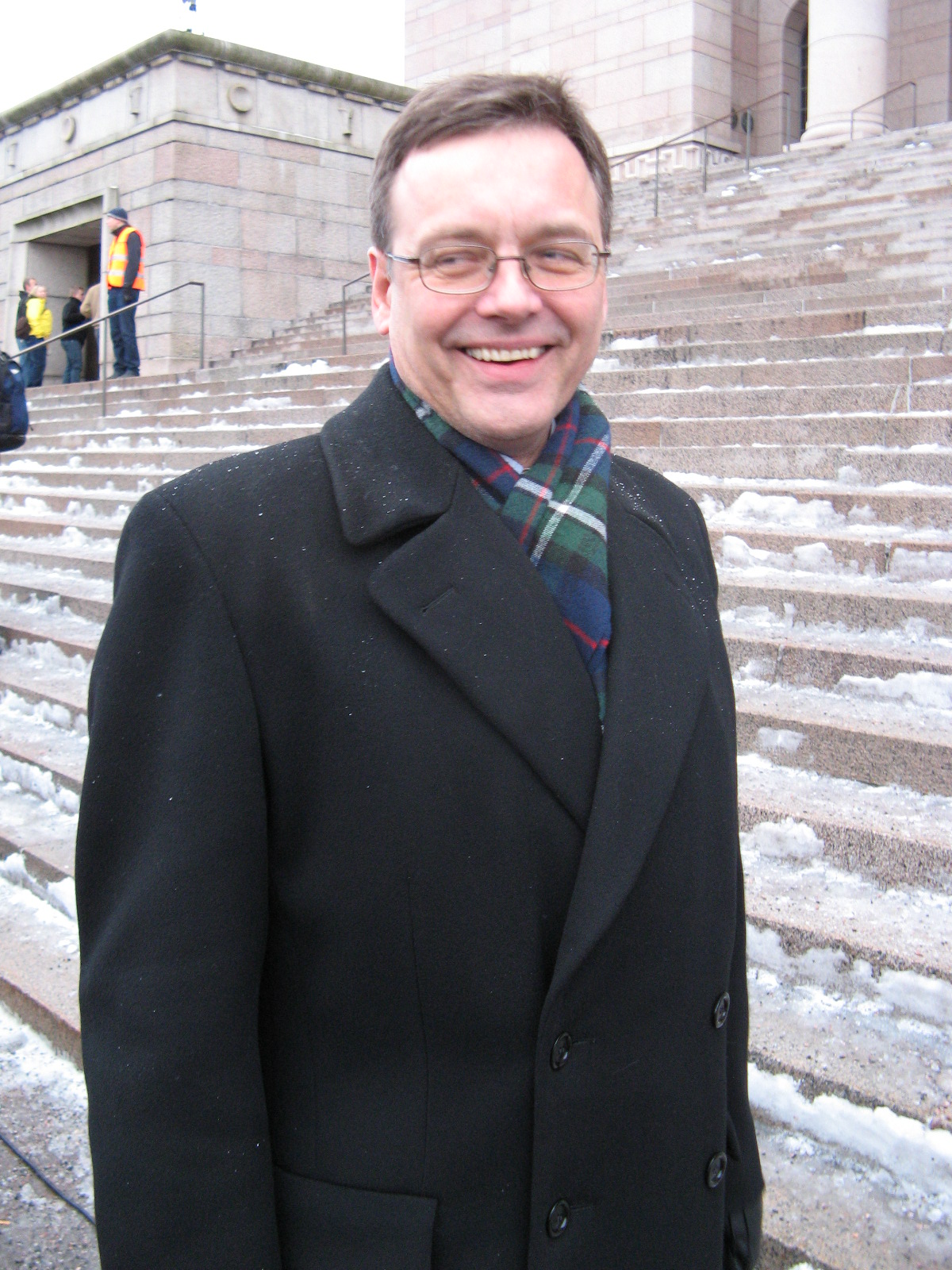
Mikael Storsjö.

Mikael Storsjö, född 22 december 1957, är en finländsk IT-företagare, journalist och medborgaraktivist, bland annat i egenskap av Electronic Frontier Finlands viceordförande och medlem av styrelsen för Finsk-ryska medborgarforumet. I Finland uppmärksammades Storsjö i offentligheten i oktober 2004, då han flyttade den i Litauen förbjudna webbplatsen Kavkaz Center till en i Finland belägen server vilken beslagtogs av finska säkerhetspolisen. I den kring händelserna uppstådda allmänna debatten ansågs det allmänt att de finska myndigheterna hindrade yttrandefriheten. Storsjö har efter dessa händelser fortsatt erbjuda Kavkaz Center serverutrymme i såväl Finland som Sverige.